# Chocolaterie San Ginés
 (juillet 2016).
Si vous disposez d'ouvrages ou d'articles de référence ou si vous connaissez des sites web de qualité traitant du thème abordé ici, merci de compléter l'article en donnant les références utiles à sa vérifiabilité et en les liant à la section « Notes et références ».

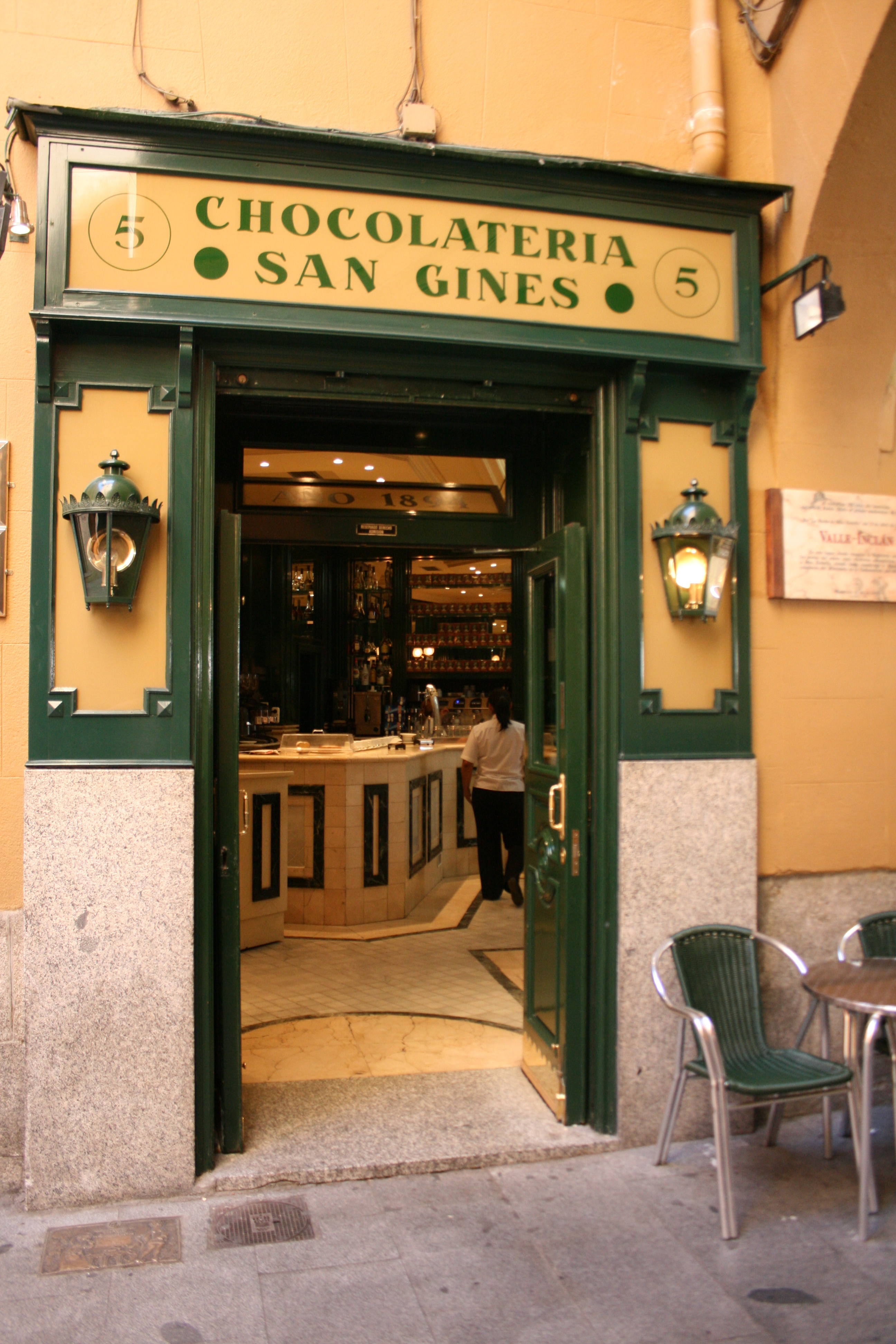
Façade principale de la churrería.

La Chocolatería San Ginés  est l'une des plus célèbres[réf. nécessaire] churrería (es) de Madrid. Elle est située dans la ruelle de San Ginés (au cœur de la ville à proximité de la Puerta del Sol).
Il s'agit de l'un des endroits les plus populaires[réf. nécessaire] pour prendre un chocolat avec des churros, et cela depuis qu'elle a été fondée en 1894. Aujourd'hui, c'est un lieu touristique où les visiteurs et les habitants se réunissent pour déguster cette pâtisserie.

## Histoire
Le local a été construit en 1890 pour en faire une auberge mais il a été reconverti en churrería en 1894. Cet établissement a été conçu pour faire des churros a hombro (littéralement en français : « à l'épaule »). La churrería est située à côté du Teatro Eslava et sa renommée a commencé lorsque, à la sortie du théâtre, les gens se sont habitués à aller y prendre un chocolat avec des churros.
Par la suite, son ouverture jusqu'à des heures tardives a fait que les gens qui quittaient la boîte de nuit de Joy Eslava (es) tard dans la nuit (ou tôt le matin) pouvaient prendre leur petit déjeuner avant de rentrer chez eux. Cela a fait qu'elle est devenue un lieu de rencontre pour les noctambules. Aujourd'hui, elle est considérée comme l'une des churrería les plus anciennes de la capitale.
Pendant la période de la Seconde République espagnole, du fait de l'emplacement presque caché de la churrería (parmi les ruelles), elle a été populairement rebaptisée La Escondida (en français : « La (Chocolaterie) cachée »).
En 2010, une Chocolatería San Ginés a ouvert à Tokyo dans le quartier de Shibuya, adaptant ses produits aux goûts des Japonais. L'aventure asiatique s'est poursuivie avec l'ouverture d'une autre boutique en Chine à Shanghai. En 2013, l'espansion se fait en Amérique Latine avec l'ouverture de deux succursales en Colombie à Bogotá. En 2023, la Chocolatería San Ginés est présente dans sept pays.
À Madrid, un autre établissement a ouvert en 2016 dans le quartier de Prosperidad situé dans l'arrondissement de Chamartín.

## Description

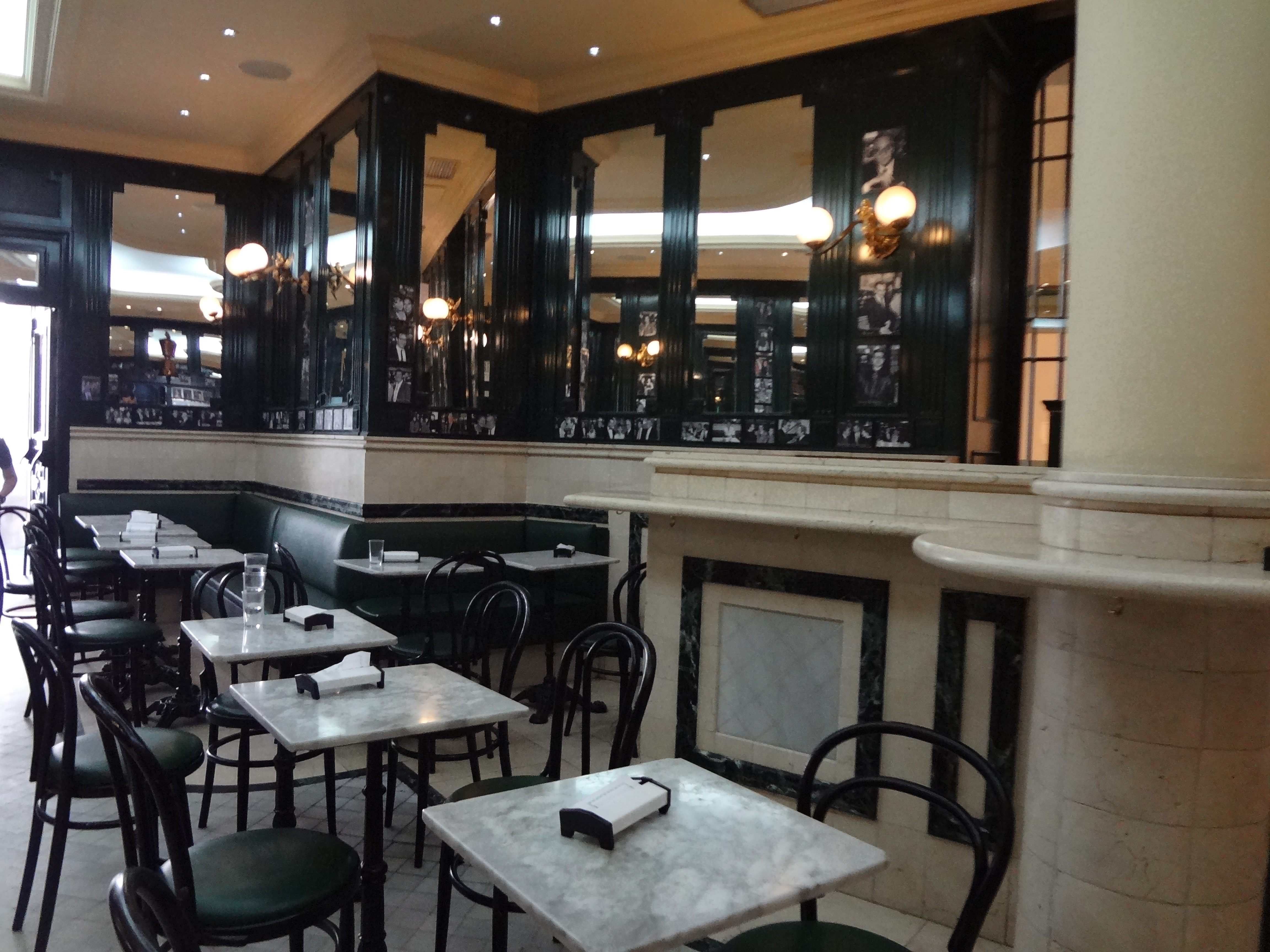
Intérieur de la churrería San Ginés connue pour son chocolat avec des churros.

Il s'agit d'un bar qui rappelle les cafés de la fin du XIXe siècle. Il possède deux étages où il y a de traditionnelles tables de marbre blanc et un comptoir pavé de carreaux de faïence et où on peut prendre le chocolat avec des churros ou tout autre rafraîchissement ou un café accompagné de pâtisseries.
Son ouverture jusqu'à l'aube permet aux personnes de se réunir pour le petit déjeuner. 
En général, la churrería est ouverte tous les jours de l'année. Du fait de sa proximité avec la Puerta del Sol, c'est l'endroit où est habituellement pris le premier chocolat au Nouvel An.